# Передатне відношення
Переда́тне відно́шення ({\displaystyle i\,\!}) — одна з важливих кінематичних характеристик механічної передачі обертального руху, знаходиться як відношення кутової швидкості першого приводного елементу ({\displaystyle \omega _{1}}) механічної передачі до кутової швидкості останнього веденого елементу({\displaystyle \omega _{2}}) або відношення частоти обертання тягового елементу ({\displaystyle n_{1}}) механічної передачі до частоти обертання веденого елементу ({\displaystyle n_{2}}).
Характеристика передатне відношення застосовується як до одноступінчастої механічної передачі (однієї кінематичної пари), так і до багатоступінчастих механічних передач. Найчастіше застосовується як кінематична характеристика зубчастих, фрикційних передач та редукторів на їх основі а також, гідродинамічних передач.
Механічні передачі з передатним відношенням більшим за одиницю називають редукторами (понижуючі редуктори), меншим за одиницю — мультиплікаторами.
Більшість приводів має у своєму складі
передавальні механізми, виконані у вигляді редукторів, які
зменшують кутову швидкість вхідної ланки (вала) n1 до
деякого значення кутової швидкості вихідної ланки (вала)
n2.